# Јенсенова неједнакост
Јенсенова неједнакост је генерализација неколико познатих и мање познатих неједнакости. Названа је по данском математичару Јохану Јенсену, који ју је доказао је 1906. године. Из ње произилазе многе неједнакости, попут Неједнакости између геометријске и аритметичке средине, Чебишевљеве неједнакости, неједнакости Коши-Шварц-Буњаковског.